# Antonina Yefremova
Antonina Yefremova (née le 19 juillet 1981) est une athlète ukrainienne spécialiste du 400 mètres.

## Carrière
Le 25 juillet 2012, l'IAAF communique que l'intéressée fait partie de trois athlètes contrôlées lors des mondiaux de Daegu 2011 à la testostérone synthétique.

## Palmarès

### International
| Date | Compétition                       | Lieu       | Résultat | Épreuve   | Temps         |
| ---- | --------------------------------- | ---------- | -------- | --------- | ------------- |
| 2001 | Championnats d'Europe espoirs     | Amsterdam  | 1re      | 400 m     | 52 s 29       |
| 2002 | Championnats d'Europe             | Munich     | 6e       | 400 m     | 52 s 02       |
| 2003 | Championnats du monde en salle    | Birmingham | 5e       | 4 × 400 m |               |
| 2005 | Championnats d'Europe en salle    | Madrid     | 5e       | 4 × 400 m |               |
| 2005 | Universiade                       | Izmir      | 3e       | 4 × 400 m |               |
| 2005 | Championnats du monde             | Helsinki   | 5e       | 4 × 400 m |               |
| 2007 | Universiade                       | Bangkok    | 1re      | 4 × 400 m | 3 min 29 s 59 |
| 2008 | Championnats du monde en salle    | Valence    | 4e       | 400 m     | 51 s 53       |
| 2010 | Championnats d'Europe             | Barcelone  | 5e       | 400 m     | 51 s 67       |
| 2010 | Championnats d'Europe             | Barcelone  | 4e       | 4 × 400 m | 3 min 28 s 03 |
| 2011 | Championnats d'Europe par équipes | Stockholm  | 1re      | 400 m     | 51 s 02       |
| 2011 | Championnats d'Europe par équipes | Stockholm  | 3e       | 4 × 400 m |               |

### National
- Championnats d'Ukraine d'athlétisme : 
  - vainqueur du 400 m en 2002, 2003, 2004 et 2005
  - vainqueur du 400 m en salle en 2008

## Records personnels
| Épreuve       | Performance | Lieu    | Date        |
| ------------- | ----------- | ------- | ----------- |
| 400 m         | 50 s 69     | Yalta   | 31 mai 2011 |
| 400 m (salle) | 51 s 53     | Valence | 9 mars 2008 |